# Maiori
Maiori ist eine Gemeinde an der Amalfiküste in der italienischen Provinz Salerno. Sie gehört zur Bergkommune Comunità Montana Penisola Amalfitana. Schon zu Zeiten der Römer war diese Gegend beliebt für Erholungsaufenthalte. Maiori verfügt über den längsten ununterbrochenen Strandabschnitt der Amalfiküste.

## Allgemeines
Wirtschaftlich ist in Maiori hauptsächlich der Tourismus bedeutend.
In der Mitte des 20. Jahrhunderts hat Roberto Rossellini einige seiner bekanntesten Filme hier gedreht. 1946 Paisà, 1948 Il Miracolo (Das Wunder), die zweite Episodie des Films L’Amore (Die Liebe), La macchina ammazzacattivi (Die Maschine, die die Bösen tötet) und 1953 Il viaggio in Italia (Reise in Italien, auch: Liebe ist stärker).
Von Maiori aus führt die Straße 163 westwärts nach Sorrent, dabei kommt man durch Minori, Ravello (Ortsteil am Meer), Atrani, Amalfi, Praiano, Positano. Nach Capri bestehen im Sommer direkte Schiffsverbindungen von Maiori aus – ansonsten von Amalfi das ganze Jahr über. Nach Ischia kommt man von Amalfi aus. 

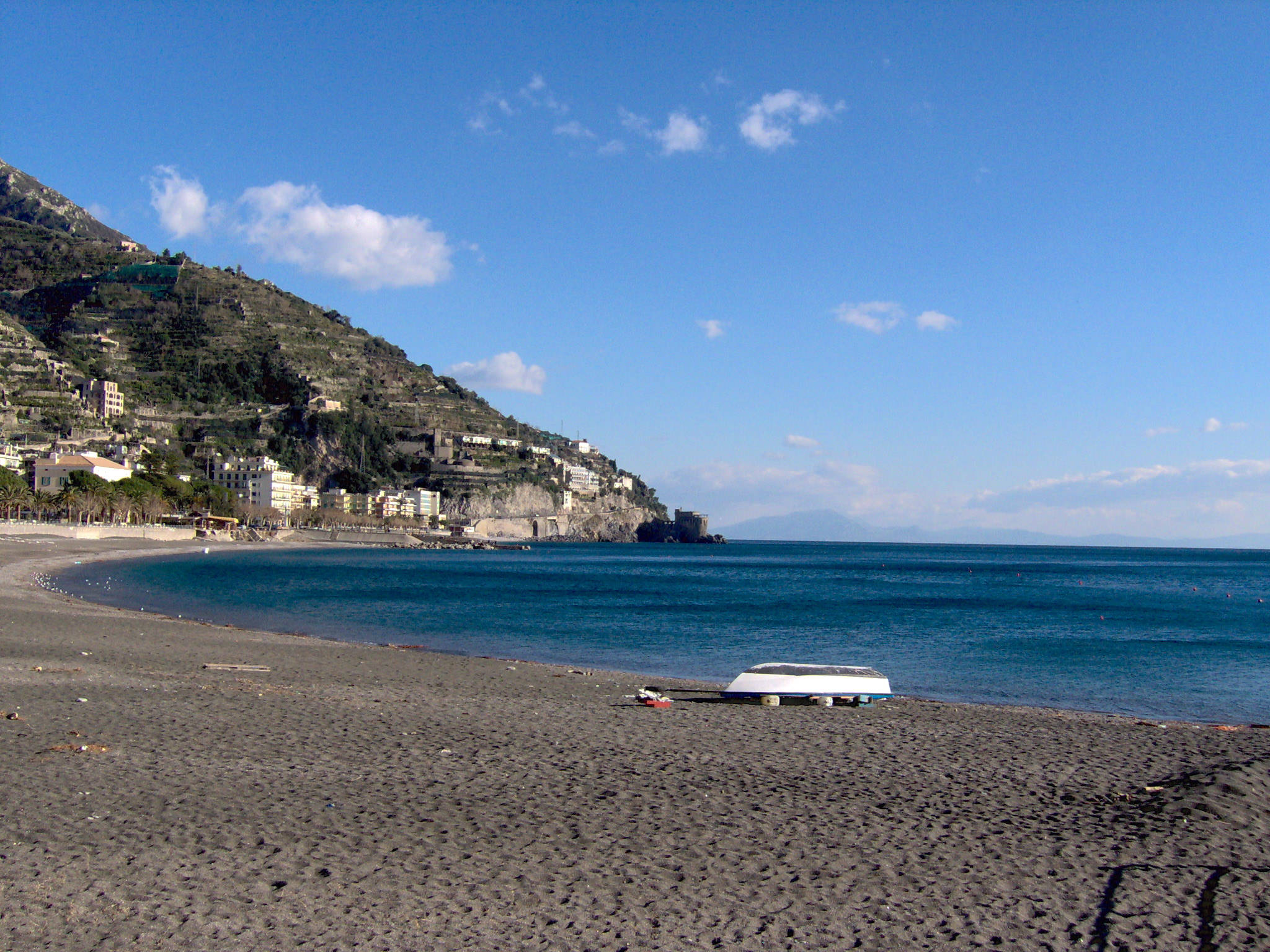
Strand von Maiori

## Gemeindegliederung
Die Gemeinde gliedert sich in folgende Ortschaften (frazioni):
Erchie, Ponteprimario, San Pietro, Santa Maria delle Grazie und Vecite. 
In Erchie soll Herakles mit seiner Mannschaft an Land gegangen sein.

## Geschichte
Bis heute weiß man nicht, wer eigentlich die Gründer von Maiori waren. Hierzu gibt es die unterschiedlichsten Aussagen. Von den Griechen zu den Etruskern, zu den Picentinern und den Römern oder dem Langobardenprinz Sicardo reichen die Theorien.
Der ursprüngliche Name von Maiori war Reghinna Maior, dies im Gegensatz zur Nachbargemeinde Reghinna Minor.
Eigentlich wurden alle Orte der Küste durch die sich abwechselnden Eroberer geformt – wie zum Beispiel die Etrusker und Römer. Darauf folgten zur Zeit des Falls des römischen Westreichs eigenständige Siedlungen. Zwischen 830 und 840 waren die Orte der Küste dann in einer Konföderation der amalfitanischen Staaten vereinigt. In der Seerepublik von Amalfi fanden sich die Orte zwischen Lettere und Tramonti und zwischen Cetara und Positano, sowie Capri vereinigt, deren Bewohner insgesamt Amalfitaner genannt wurden. Jede Stadt behielt in jener Zeit ihren eigenen Namen und ihre administrative Autonomie, hatte aber dennoch eine spezifische Rolle in diesem Bunde.

### Geschichtliche Daten

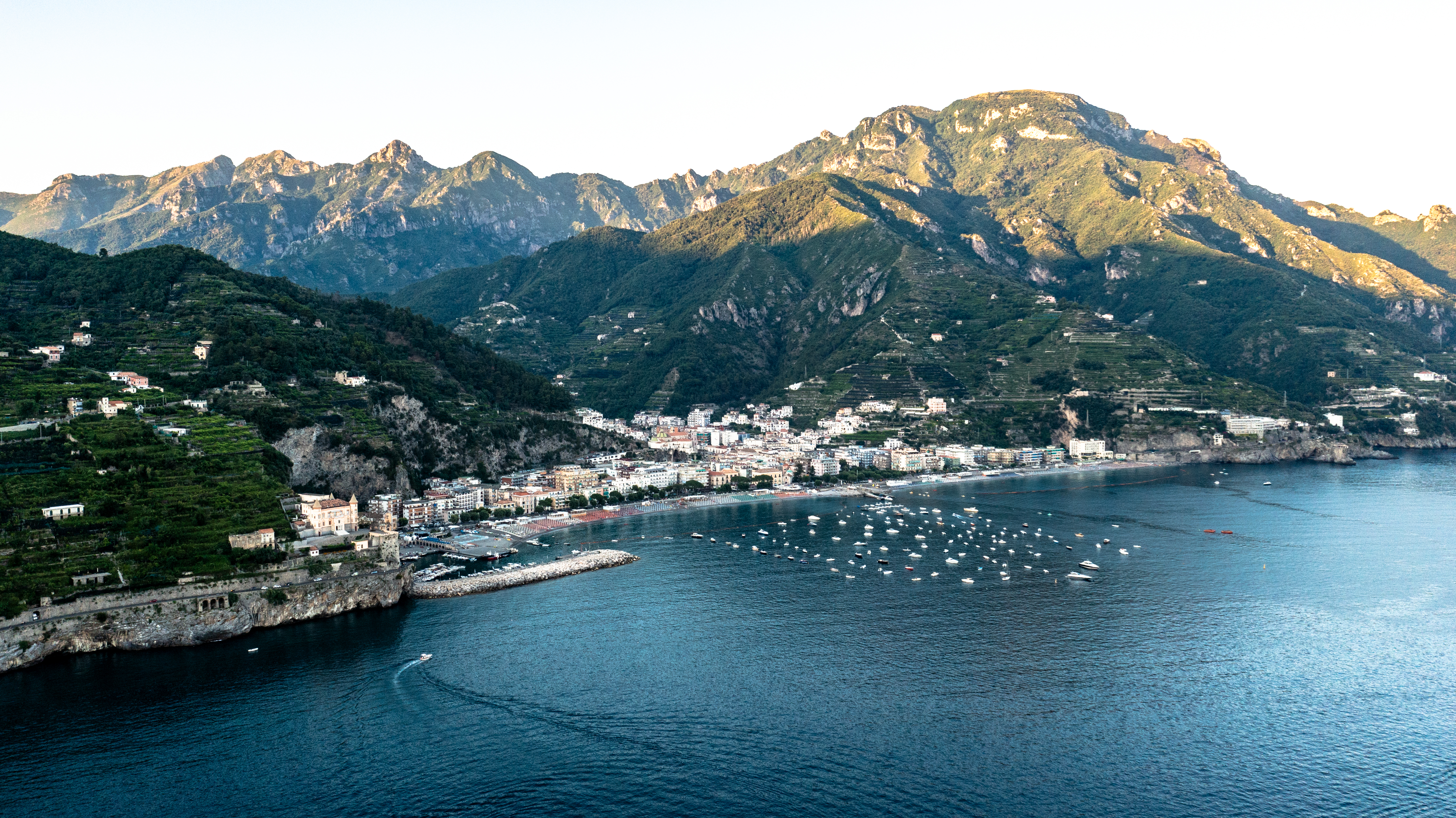
Der Strand vor Maiori, Juni 2023

#### Mittelalter
- 973: Der Konvent Santa Maria de Olearia wird von Benediktinermönchen im Ortsteil Capo d’Orso gegründet.
- 1204: Auffinden der Statue von S. Maria a Mare auf dem Strand von Maiori
- 1222: Bau der Abteien S. Maria de Stellis und S. Nicolo de Carbonara am Fuße des Falerzo, die allerdings nicht erhalten sind.
- 1286: Plünderung der Ortschaft seitens der Pisaner, der Erzfeinde Amalfis
- 1343: Seebeben
- 1348: Die Pest
- 1405: Bau des Gebäudekomplexes von S. Francesco

#### Neuzeit
- 16. Jahrhundert: Erste Papiermühlen
- 1502: Erste Kämpfe mit Spaniern und Franzosen
- 1528: Blutige Schlacht zwischen den Anjou und Spaniern
- 1589: Einverleibung der Abtei S. Maria Olearia samt allen Besitztümern seitens Amalfis
- 1656: Maiori wird von einer Pestepidemie befallen, wodurch der Ort letztendlich auf ca. 1000 Einwohner schrumpfte.
- 1662: Maiori wird von Philipp IV. zur „Città Regia“ ernannt.
- 1735: Überschwemmung
- 1773: Überschwemmung
- 1860: Anschluss Süditaliens an das Italienische Reich

#### 20. Jahrhundert
- 1910: Überschwemmung; König Viktor Emanuel III. besucht Maiori nach der Überschwemmung.
- 1943, 8. September: Die Alliierten (englische und amerikanische Truppen) landen am Strand von Maiori und wählen Maiori als Basis.
- 1946: Paisà, ein Film von Roberto Rossellini, wird in Maiori gedreht.
- 1948: Liebe, ein Film von Roberto Rossellini, wird in Maiori gedreht.
- 1953: La macchina ammazzacattivi und Reise nach Italien, Filme von Roberto Rossellini, werden in Maiori gedreht.
- 1954, Nacht vom 25. auf den 26. Oktober: Überschwemmung

## Sehenswürdigkeiten
Burg S. Nicola de Thoro-Plano
Die Burg umschließt ein Gebiet von ca. 7500 m².
Kirche S.Rosario

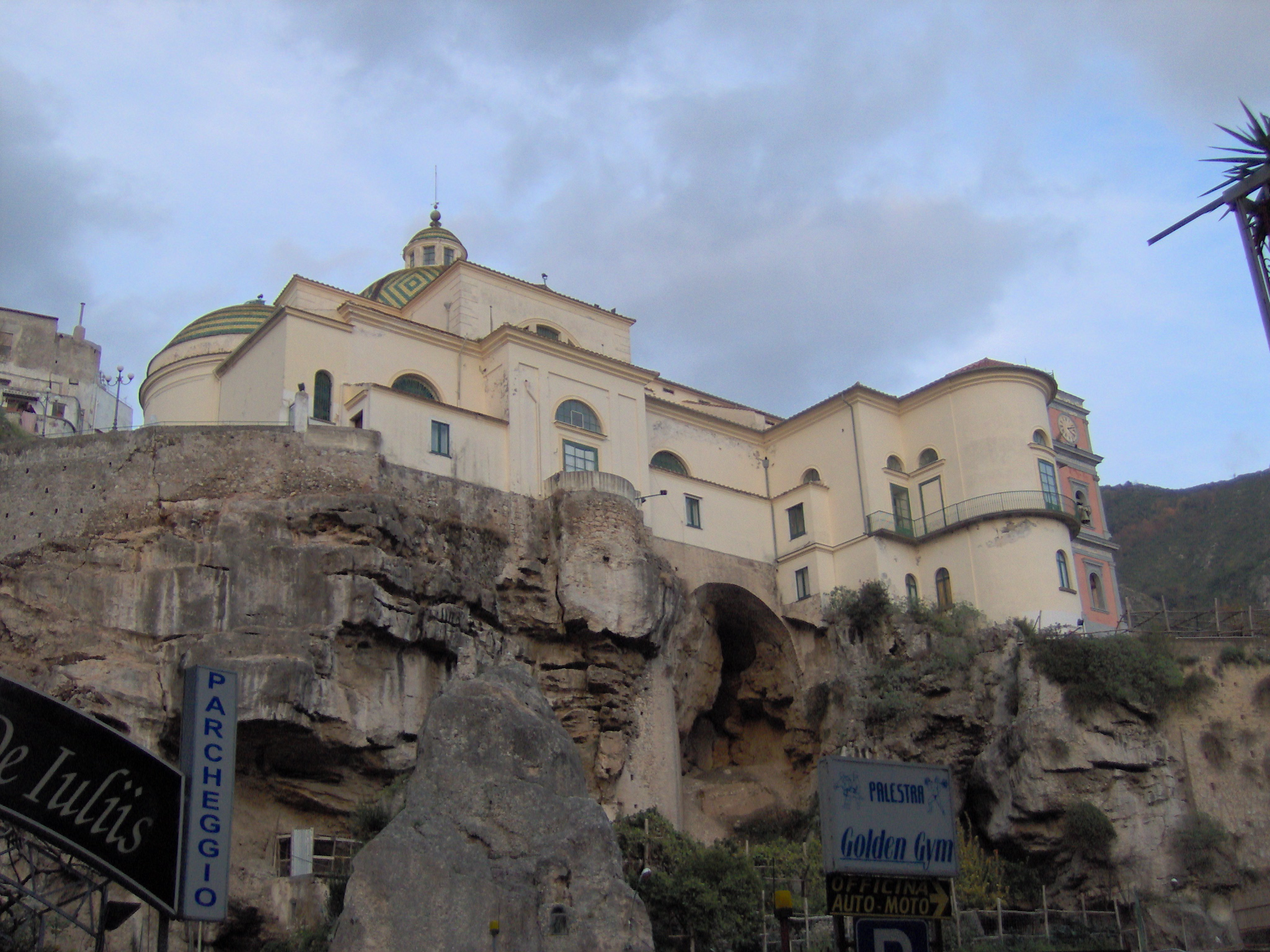
Kirche S. Maria a Mare
Kloster S. Maria Olearia
Diese Abtei wurde im Jahre 973 von Benediktinermönchen gegründet, die dort eine Ölpresse betrieben. Daher auch der Name „S. Maria Olearia“ (olearia = Öl, ölig). Auf den ersten Blick sieht man die Abtei oft nicht, da sie besonders harmonisch ins Landschaftsbild eingefügt ist.
Palazzo Mezzacapo

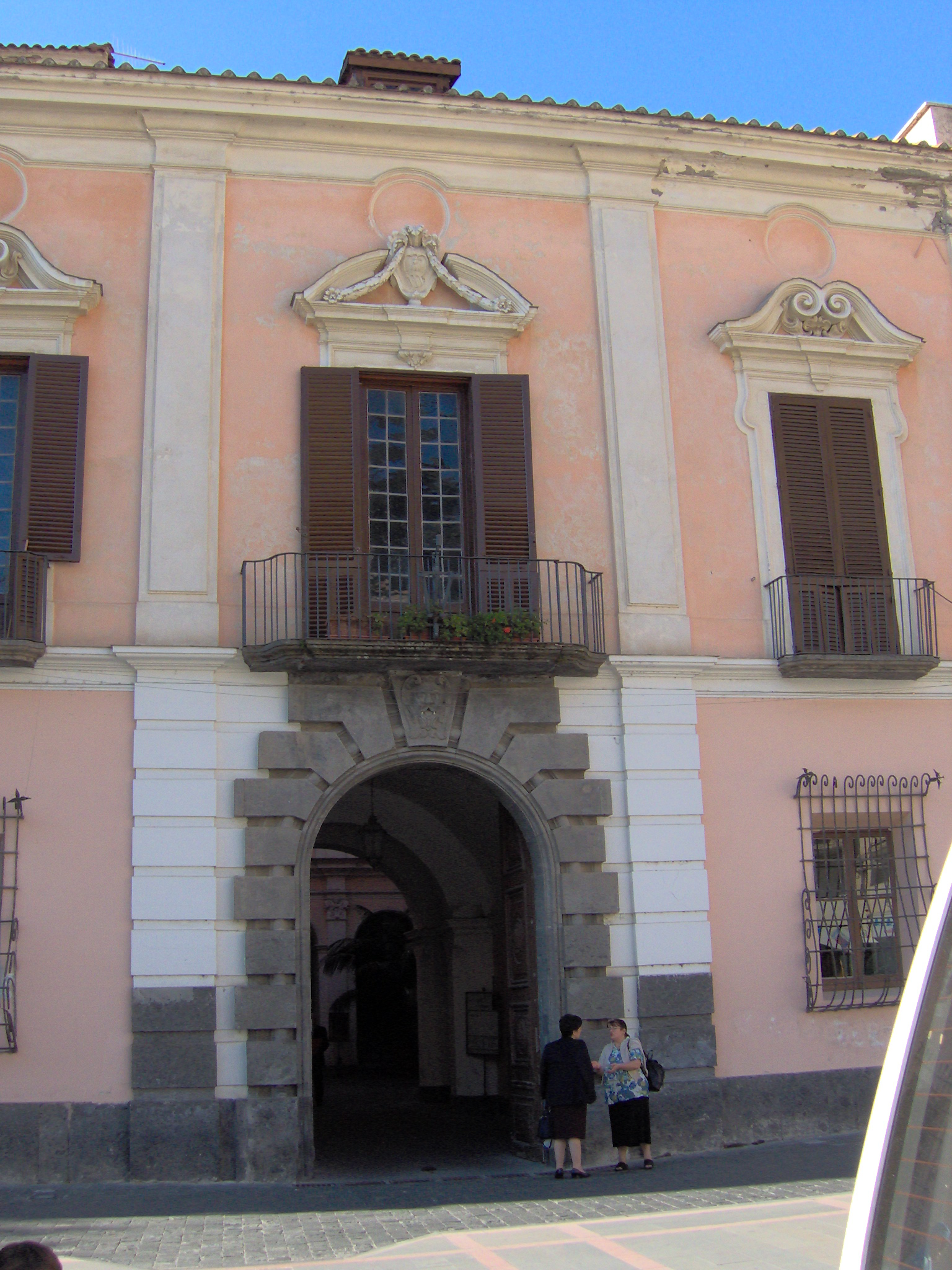
Eingang zum Palazzo Mezzacapo

Der Palazzo Mezzacapo war bis zum 23. Mai 2009 der Sitz der Gemeindebüros und befindet sich in der Mitte des Corso Reginna, der zentralen Straße von Maiori. Er ist Zeuge der blühenden Vergangenheit von Maiori, denn einst war es die Residenz des Marquis Mezzacapo.
Man kommt durch eine massive, geschnitzte Holztür in den Palazzo. Wenn man einmal in dessen Innenhof ist, sieht man die beiden Marmortreppen, die rechts und links in die höheren Stockwerke des Palazzo führen, der aus vielen Zimmern besteht, von denen das wichtigste der Repräsentiersaal mit seiner großen gewölbten Decke ist.
Der Palazzo wurde in der ersten Hälfte des 19. Jahrhunderts erbaut und von der Familie Mezzacapo komplett restauriert.
Während einer jüngeren Restaurierung haben die Restauratoren bemerkt, dass eines der Wandgemälde von Ludwig Richter stammen könnte.
Neben dem Palazzo befinden sich die Mezzacapogärten, die in der Form eines Malteserkreuzes angelegt sind.
Wallfahrtskirche S. Maria delle Grazie
Die Wallfahrtskirche wurde während der Überschwemmung im Jahre 1910 zerstört und danach wieder aufgebaut. Im Innern ist das
Gemälde La Visitazione (Mariä Heimsuchung) aus dem 14. Jahrhundert und der Taufbrunnen aus dem 13. Jahrhundert beachtenswert. Auch der Glockenturm und die Fassade aus dem 18. Jahrhundert sind bemerkenswert.

## Ereignisse und Festlichkeiten
- Der Gran Carnevale Maiorese (Karneval in Maiori) im Februar/März
- Das Rossellini Film Festival (seit 2000 jährlich)
- Das Fest der Madonna dell’Avvocata (mit zweimaliger Wallfahrt zur Wallfahrtskirche an Pfingsten und am Pfingstmontag)
- Die Sagra della Melanzana (das Auberginenfest) im Ortsteil Vecite
- Das Fest von S. Maria a Mare am 15. August